# Macrostomus macerrimus
Macrostomus macerrimus är en tvåvingeart som beskrevs av Mario Bezzi 1909. Macrostomus macerrimus ingår i släktet Macrostomus och familjen dansflugor. Inga underarter finns listade i Catalogue of Life.